# Одинцов, Валерий
Вале́рий Одинцо́в (12 июля 1951, Екабпилс, Латвийская ССР — 10 декабря 2015, Рига, Латвия) — советский хоккеист, защитник. Мастер спорта СССР.

## Биография
Воспитанник латвийского хоккея. Начинал карьеру в республиканском чемпионате. С 1967 года в «Динамо» Рига. Вместе с командой прошёл путь от второй лиги до высшего дивизиона. Отыграл в «Динамо» до 1980 года, после продолжил играть в чемпионате Латвийской ССР. 
Чемпион Европы среди юниоров 1970 года.
В 1973—1974 годах привлекался к играм второй сборной СССР.
Умер в Риге 10 декабря 2015 года. Похоронен на Покровском кладбище.

## Статистика выступления в высшей лиге
| Легенда | Легенда                    | Легенда | Легенда                   | Легенда | Легенда    |
| ------- | -------------------------- | ------- | ------------------------- | ------- | ---------- |
| И       | Количество проведённых игр | Штр     | Штрафное время            | +/−     | Плюс-минус |
| Г       | Голы                       | П       | Голевые передачи          | О       | Очки       |
| -       | Статистика неизвестна      | —       | Статистика не учитывалась |         |            |

| Сезон                    | Команда                  | И   | Г  | П  | О  | Штр |
| ------------------------ | ------------------------ | --- | -- | -- | -- | --- |
| 1973/74                  | «Динамо» (Рига)          | 24  | 1  | 1  | 2  | 18  |
| 1974/75                  | «Динамо» (Рига)          | 33  | 3  | 1  | 4  | 16  |
| 1975/76                  | «Динамо» (Рига)          | 34  | 5  | 5  | 10 | 8   |
| 1976/77                  | «Динамо» (Рига)          | 35  | 3  | 16 | 19 | 18  |
| 1977/78                  | «Динамо» (Рига)          | 32  | 7  | 11 | 18 | 16  |
| 1978/79                  | «Динамо» (Рига)          | 27  | 4  | 6  | 10 | 22  |
| 1979/80                  | «Динамо» (Рига)          | 18  | 3  | 2  | 5  | 22  |
| Всего в чемпионатах СССР | Всего в чемпионатах СССР | 203 | 26 | 42 | 68 | 120 |

## Достижения
- Чемпион Европы среди юниоров 1970 года.